# War of Being
War of Being è il quinto album in studio del gruppo musicale britannico Tesseract, pubblicato il 15 settembre 2023 dalla Kscope.

## Tracce
Testi di Daniel Tompkins, testi aggiuntivi di Katherine Mash, musiche di Acle Kahney, musiche aggiuntive di Amos Williams, Katherine Mash e Aidan O'Brien.
1. Natural Disaster – 6:06
2. Echoes – 5:46
3. The Grey – 6:07
4. Legion – 6:00
5. Tender – 4:37
6. War of Being – 11:02
7. Sirens – 4:57
8. Burden – 6:34
9. Sacrifice – 9:34

DVD e BD bonus nell'edizione limitata
1. War of Being (Dolby Atmos Mix) – 60:43 – solo BD
2. War of Being (5.1 Surround Sound Mix) – 60:43
3. War of Being (Hi-Res Stereo Mix) – 60:43
4. The Journey of Being (Making of Documentary)
5. The Strangeland (An Introduction to the Characters of War of Being)
6. War of Being (Promo Video) (Full-Length)

Live at Radar – CD bonus nella Tour Edition
1. Natural Disaster – 6:06
2. Tender – 4:35
3. War of Being – 11:05

## Formazione
Hanno partecipato alle registrazioni, secondo le note di copertina:
Gruppo
- Acle Kahney – chitarra
- Daniel Tompkins – voce, cori
- Jamie Postones – batteria
- James Monteith – chitarra
- Amos Williams – basso

Altri musicisti
- Katherine Mash – cori
- Peter Miles – sintetizzatore, sound design
- Randy Slaugh – sintetizzatore, sound design

Produzione
- Tesseract – produzione
- Peter Miles – produzione, ingegneria del suono
- Katherine Mash – produzione aggiuntiva, ingegneria del suono
- Forrester Savell – produzione aggiuntiva, ingegneria del suono
- Randy Slaugh – produzione aggiuntiva, ingegneria del suono
- Acle Kahney – missaggio, mastering, ingegneria del suono
- Daniel Tompkins – ingegneria del suono
- Amos Williams – ingegneria del suono
- Isambard "Izzi" Warburton – assistenza tecnica
- Bruce Soord – missaggio Dolby Atmos e 5.1